# 胚胎著床前染色體基因篩檢
胚胎著床前染色體基因篩檢（英語：Preimplantation genetic screening，简称PGS）是指接受體外人工受精(In vitro fertilization;IVF）的過程中，在植入胚胎前對於受精胚胎的染色體數目正常與否進行基因序列分析，可避免植入染色體異常的胚胎，可降低因胚胎染色體異常而無法正常受孕的比例，避免因染色體異常所導致的流產與反覆流產。根據研究，一般傳統僅透過受精卵型態觀察篩選植入胚胎的懷孕率是41.7%。然而，在胚胎植入前先經過胚胎著床前染色體基因篩檢（Preimplantation genetic screening，简称PGS）的篩選，則能夠將體外人工授精的懷孕率提升至69.1%，有助於提升人工受孕的成功率。